# Leon Britton
Leon James Britton (Londra, 16 settembre 1982) è un allenatore di calcio, dirigente sportivo ed ex calciatore inglese, di ruolo centrocampista.

## Palmarès
- Coppa di Lega inglese: 1

Swansea City: 2012-2013